# 臺灣鐵觀音
臺灣鐵觀音，台灣茶的一種。在日治台灣時期，由製茶師張迺妙於1985年自中國福建安溪引進鐵觀音茶樹，以閩南烏龍茶製法製成的茶葉。是一種半發酵茶，屬於球形包種茶，被列為包種茶之一，有時也會被歸類在台灣烏龍茶中。
在台灣，以產地命名，分為在台北市木柵區，新北市坪林區，石碇區的木柵鐵觀音，以及產於新北市石門區的石門鐵觀音。

## 概論
鐵觀音原是起源於中國福建安溪的一個茶樹品種，在日治時期引進台灣。當時除了茶樹之外，由福建安溪來台灣的製茶師，帶來製茶法，以方形布包裹茶葉，將茶葉揉成球形狀，經過轉動揉捻，將布球茶包放入稱為「文」的焙籠上慢慢烘焙，使茶葉形狀逐漸彎曲，形成球形包種茶，經由球形包種茶製程的茶葉，也被稱為鐵觀音。
相同的製茶法，製作成半球形包種茶，即為台灣烏龍茶。

## 歷史
在台灣日治時期，於1895年製茶師張迺妙與同鄉張迺乾，由福建安溪引進鐵觀音茶樹以及製茶技術，於「茶葉共進會」比賽中榮獲頭獎，成為台灣鐵觀音的開端。
張迺妙最初種植在自家後院，1896年，再度自福建安溪購入千株鐵觀音茶苗，種在自家茶園中。當時擔任木柵區長的文山茶業公司負責人張德明，與張迺妙一同至安溪，購回3000株鐵觀音茶苗，在繁植後，張德明分送給木柵區的茶農種植。文山茶業曾聘請由中國福建聘請製茶師前來教授製作鐵觀音技術。1937年，張迺妙回安溪省親，再度帶回製茶技術，之後鐵觀音製作成為台灣重要的產業。
1980年代，在茶葉改良場的技術指導下，石門區農會開始用硬枝紅心來製作鐵觀音，成為當地名產。1991年，石門農會由電爐烘焙法改為人工烘焙，採用龍眼木炭，製作出有特別香氣的鐵觀音，與木柵鐵觀音齊名。

## 茶樹品種
鐵觀音最早是一種茶樹品種，俗稱「紅心歪尾桃」，具有明顯的紅心、歪尾以及葉片向上捲曲如波浪狀手形等特徵。製成茶葉，在沖泡後，有「茶色澤烏潤、沉重似鐵」的外觀及口感，因此稱為鐵觀音。
現今可以製作鐵觀音的茶樹品種，包括了硬枝紅心、金萱、四季春等品種。製作出來的只稱為鐵觀音。

## 產地
台灣的鐵觀音最早起於起源於台北市木柵區一帶，稱為木柵鐵觀音。之後產地擴及新北市坪林區、深坑、石碇一帶。
新北市石門區，在1960年代後，以硬枝紅心品種茶樹，製成鐵觀音，稱為石門鐵觀音。

## 分類法

### 台灣傳統分類
台灣傳統分類中，屬於包種茶中的球形包種茶。
以鐵觀音茶樹，經由球形包種茶製法，製作出的鐵觀音，稱為正欉鐵觀音。以其他品種製作出來的，只稱為鐵觀音。

### 中國分類
在中國六大茶類中，被歸類為青茶，也被當成是一種烏龍茶。